# Zinaspa distorta
Zinaspa distorta är en fjärilsart som beskrevs av De Nicéville 1887. Zinaspa distorta ingår i släktet Zinaspa och familjen juvelvingar. Inga underarter finns listade i Catalogue of Life.

## Bildgalleri

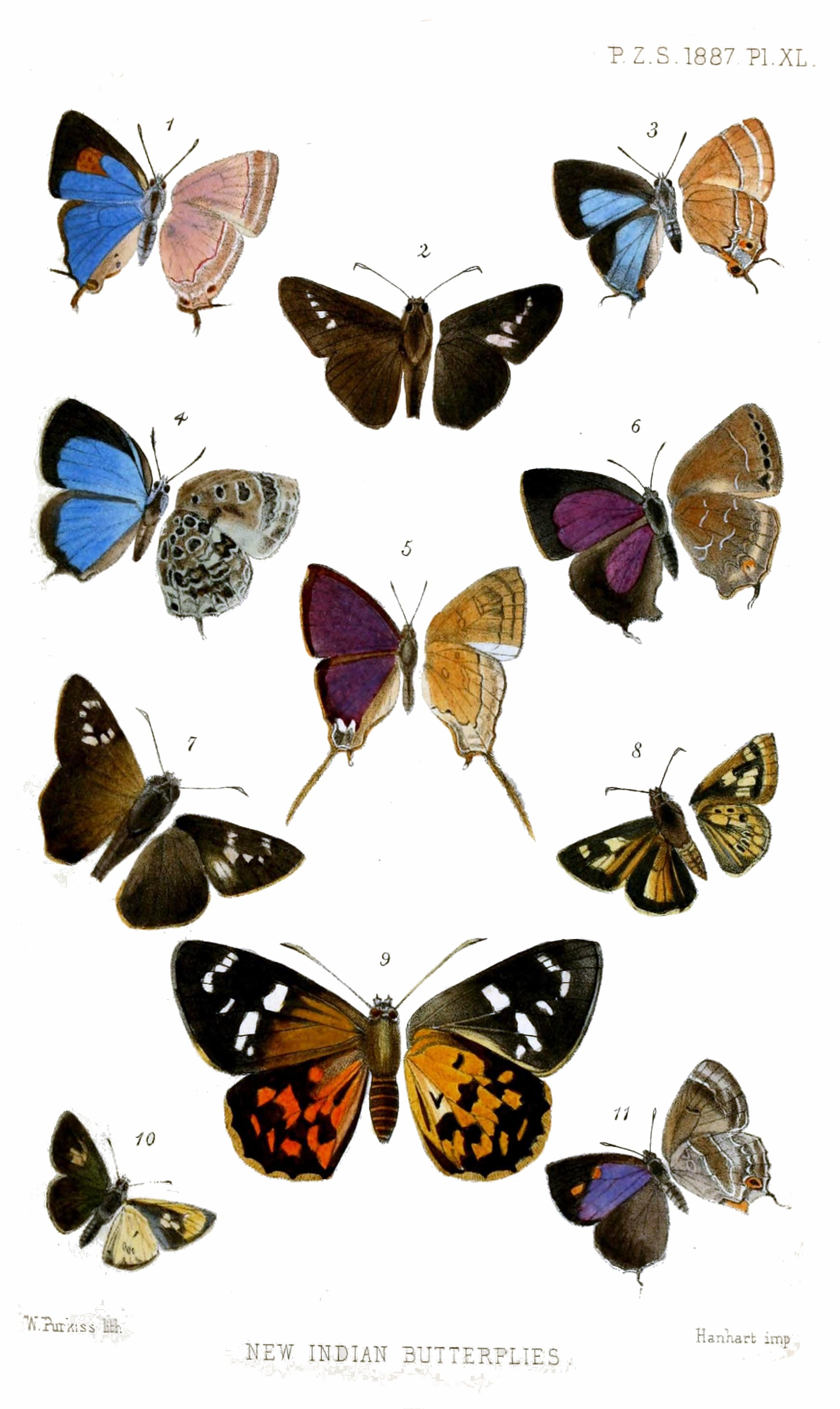